# Trap for Cinderella
Pour plus de détails, voir Fiche technique et Distribution.
Trap for Cinderella est un thriller britannique écrit et réalisé par Iain Softley, sorti en 2013. Il s'agit d'une nouvelle version de Piège pour Cendrillon. 

## Synopsis
À la suite d'un incendie dans une villa luxueuse de la côte d'Azur, l'une des deux femmes présentes, une héritière et son amie d'enfance, survit mais amnésique...  

## Fiche technique
- Titre original : Trap for Cinderella
- Titre français :
- Titre québécois :
- Réalisation : Iain Softley
- Scénario : Iain Softley d'après Piège pour Cendrillon de Sébastien Japrisot
- Direction artistique : Gary Williamson
- Décors :Sarah Pasquali
- Costumes : Verity Hawkes
- Montage : Stuart Gazzard
- Musique : Christian Henson
- Photographie : Alex Barber
- Son : Ian Wilson
- Production : Robert Jones et Dixie Linder
- Sociétés de production : Forthcoming Productions et Jonescompany Productions
- Sociétés de distribution :  Lions Gate Film
- Pays d'origine :  Royaume-Uni
- Budget :
- Langue : Anglais
- Durée :
- Format : Couleurs - 35 mm - 2.35:1 -  Son Dolby numérique
- Genre : Thriller
- Dates de sortie
- Royaume-Uni : 2013

## Distribution
- Kerry Fox (VQ : Linda Roy) : Julia
- Aneurin Barnard (VQ : Maël Davan-Soulas) : Jake
- Alexandra Roach (VQ : Aline Pinsonneault) : Dominique
- Tuppence Middleton (VQ : Aline Pinsonneault) : Micky
- Alex Jennings : Chance
- Stanley Weber : Serge